# Рождественская сказка (фильм, 2008)
«Рождественская сказка» (фр. Un conte de Noël) — французский кинофильм режиссёра Арно Деплешена, вышедший на экраны в 2008 году. Премия «Сезар» лучшему актёру второго плана (Жан-Поль Руссийон) и 8 номинаций на премию.

## Сюжет
В доме пожилой четы Абель и Жюноны Вюлар собираются отметить рождество. Глава семьи Жюнона сохраняет её, несмотря на все трудности. На праздник собираются дети, которым уже давно за тридцать, у них свои семьи и свои проблемы. Сын старшей дочери Элизабет — замкнутый в себе, умственно отсталый подросток Поль. Средний сын Анри приводит свою новую подружку. Он страдает от алкоголизма и никак не определится в семейной жизни. Элизабет и Анри терпеть друг друга не могут. Иван — младший сын Вюларов, женат на Сильвии. За ней ухаживали в своё время Анри и его кузен Симон, который также приезжает на праздник. Ещё один сын семейства Жозеф, умер ещё в детстве от лейкемии, и его нередко вспоминают остальные.
Незадолго до праздника Жюнона узнает, что также больна лейкемией. Ей необходима срочная пересадка костного мозга. Кто-то из детей или внуков может отдать ей костный мозг. Элизабет опасается, что во время анализов, которые предстоит сдать, выяснится, что отец Поля вовсе не её муж.

## В ролях
| Катрин Денёв      | ···· | Жюнона   |
| Жан-Поль Руссийон | ···· | Абель    |
| Анн Косиньи       | ···· | Элизабет |
| Матьё Амальрик    | ···· | Анри     |
| Мельвиль Пупо     | ···· | Иван     |
| Эмманюэль Дево    | ···· | Фауна    |
| Лоран Капеллуто   | ···· | Симон    |
| Кьяра Мастроянни  | ···· | Сильвия  |
| Ипполит Жирардо   | ···· | Клод     |
| Эмиль Берлен      | ···· | Поль     |
| Франсуаза Бертен  | ···· | Розами   |

## Награды и номинации
| Список наград и номинаций | Список наград и номинаций | Список наград и номинаций            | Список наград и номинаций                        | Список наград и номинаций | Список наград и номинаций |
| Кинопремия                | Год                       | Категория                            | Номинанты                                        | Результат                 | Ис.                       |
| ------------------------- | ------------------------- | ------------------------------------ | ------------------------------------------------ | ------------------------- | ------------------------- |
| Каннский кинофестиваль    | 2008                      | «Золотая пальмовая ветвь»            | Арно Депленшен                                   | Номинация                 |                           |
| Премия «Спутник»          | 2008                      | Лучшая актриса в комедии или мюзикле | Катрин Денёв                                     | Номинация                 |                           |
| Премия «Люмьер»           | 2009                      | Лучший фильм                         | Арно Депленшен                                   | Номинация                 | [ 4 ]                     |
| Премия «Люмьер»           | 2009                      | Лучший режиссёр                      | Арно Депленшен                                   | Номинация                 | [ 4 ]                     |
| Премия «Сезар»            | 2009                      | Лучший фильм                         | Паскаль Кочето, Арно Депленшен                   | Номинация                 | [ 2 ]                     |
| Премия «Сезар»            | 2009                      | Лучший режиссёр                      | Арно Депленшен                                   | Номинация                 | [ 2 ]                     |
| Премия «Сезар»            | 2009                      | Лучший оригинальный сценарий         | Арно Депленшен, Эммануэль Бурдьё                 | Номинация                 | [ 2 ]                     |
| Премия «Сезар»            | 2009                      | Лучший актёр второго плана           | Жан-Поль Руссийон                                | Победа                    | [ 2 ]                     |
| Премия «Сезар»            | 2009                      | Лучшая актриса второго плана         | Анн Косиньи                                      | Номинация                 | [ 2 ]                     |
| Премия «Сезар»            | 2009                      | Самый многообещающий актёр           | Лоран Капеллуто                                  | Номинация                 | [ 2 ]                     |
| Премия «Сезар»            | 2009                      | Лучший монтаж                        | Лоранс Брио                                      | Номинация                 | [ 2 ]                     |
| Премия «Сезар»            | 2009                      | Лучшая операторская робота           | Эрик Готье                                       | Номинация                 | [ 2 ]                     |
| Премия «Сезар»            | 2009                      | Лучший звук                          | Жан-Пьер Лафорс, Николя Кантен, Сильван Мальбран | Номинация                 | [ 2 ]                     |